# Port lotniczy Qacha’s Nek
Port lotniczy Qacha’s Nek (ang. Qacha’s Nek Airport, ICAO: FXQN, IATA: UNE) – port lotniczy zlokalizowany w miejscowości Qacha’s Nek, w Lesotho.